# 中國的幽浮目擊
这是一个中国的不明飞行物目击事件列表。

## 古代至近代
| 日期                | 事件                     | 城市，地点             | 時代 | 事件描述 | 近距离接触类型 | 来源   |
| ------------------- | ------------------------ | ---------------------- | ---- | --- | -------------- | ------ |
| 前139年             | 夜間有巨發光物移動       | 疑似長安               | 漢朝 | 資治通鑑「西漢武帝建元二年夏四月，有星如日，夜出」、漢書武帝本紀也記錄「四月戊申，有日夜出」。到了明朝時丹铅总录還特地註解此段紀錄，表示夜晚出現的不可能是太陽，而是別的東西。                                                                                         | 1              | [ 1 ]  |
| 260年2月            | 火星兒童                 | 不確定                 | 孫吳 | 干宝《搜神記》記載一四尺餘異兒，自述「我非人也，乃熒惑星也」後「若曳一疋練以登天」 | 3              | [ 2 ]  |
| 314年正月           | 三架不明物體             | 不確定                 | 西晉 | 資治通鑑「西晉愍帝建興二年314 年正月辛未，有三日相承，出西方而東行」、《古今圖書集成》也有「正月，日隕地，又三日並出」記載同一事件 | 1              | [ 3 ]  |
| 約334年             | 白布幔覆的炬火           | 武昌                   | 東晉 | 太平御覽「又曰：庾亮鎮武昌，夜半望見城內有數炬火從城上出，如大車狀，白布幔覆，與火俱出城東，北行至江乃滅」 | 1              | [ 4 ]  |
| 354年               | 光状如车盖               | 不確定                 | 前涼 | 魏書「有光狀如車蓋，聲如雷，震動城邑」 | 2              | [ 5 ]  |
| 809年農曆3月        | 不明物體                 | 長安                   | 唐朝 | 古今圖書集成「唐憲宗元和四年閏三月，日旁有物如日」 | 1              | [ 6 ]  |
| 665-886年某期間     | 一架不明物被放於宮廷陳列 | 長安                   | 唐朝 | 嚴遵仙槎，唐置之於麟德殿。長五十餘尺，聲如銅鐵，堅而不蠹。李德裕截細枝尺餘，刻為道像，往往飛去復來。廣明以來失之，槎亦飛走。 | 5              | [ 7 ]  |
| 約1070年農曆11月3日 | 江心炬火                 | 江蘇鎮江金山寺         | 北宋 | 蘇東坡上任杭州途中，記載當時江中不明飛行物：「...二更月落天深黑，江心似有炬火明，飛焰照山棲鳥驚，悵然歸臥心莫識，非鬼非人竟何物...」 | 1              | [ 8 ]  |
| 約1090年代某日      | 揚州珠                   | 揚州                   | 北宋 | 北宋科學家沈括在《夢溪筆談》卷21中記載當時天長縣陂澤中的不明飛行物：「嘉祐中，揚州有一珠，甚大，天晦多見。初出於天長縣陂澤中，後轉入甓社湖，又後乃在新開湖中。」 | 1              | [ 8 ]  |
| 約1170-1200年某日   | 晦日月光                 | 南京                   | 南宋 | 南宋洪邁《夷堅志》一書甲卷第十九〈晦日月光篇〉趙清憲長女適史氏，晚上在庭院發現亮如白天，感嘆月光之強，但之後光漸暗抬頭一看不知光源，但確定不是月光。 | 1              | [ 9 ]  |
| 1167年農曆8月15日   | 星月之異                 | 南京                   | 南宋 | 南宋洪邁《夷堅志》平江城的居民听到东南方有行军的声音，但看不到人马。只见有一团黑云，云中好像有人马，黑云前后有火光。像西北方行进，渐渐消失。 | 1              | [ 10 ] |
|                     | 云中人马                 | 姑苏城                 | 元朝 | 元末陶宗仪《南村辍耕录》记载，平江城的居民听从到东南方来了行军的声音，但没到人马。却看见有一团黑云，在黑云中好像藏有人马，且黑云前后有火光，并该黑云像向西北方行进，然后渐渐消失。                                                                                     | 1              | [ 11 ] |
| 1595年10月28日      | 肅、涼大規模目擊         | 永寧、永昌、鎮番、寧遠 | 明朝 | 明史「二十三年九月癸巳夜，永寧有火光，形如屋大，隕於西北。永昌、鎮番、寧遠所見同」 | 1              | [ 12 ] |
| 1880年農曆5月8日    | 異物運載                 | 湖北松滋               | 清朝 | 湖北省《松滋縣志》記當地西岩咀住一位覃某人，有天在屋後山林散步發現一光彩異常五色鮮艷物體，往前撲上想抓住卻突然發現身體懸空被頂起，飛上雲端，耳邊風聲大精神也迷惘，突然掉落地面發現在山上，遇到一樵夫問才知到了貴州境內離家已千里，他輾轉一路乞討回到家中已經是18天後。 | 2              | [ 13 ] |
| 1892年              | 赤焰腾空事件             | 南京                   | 清朝 | 據吳有如〈赤焰騰空記〉載，清光緒18年九月廿八（公元1892年11月17日）的金陵城（今南京）城南，晚間八時許，忽然空中出現一團外觀「形如巨卵」的「火毯」，飛行速度緩慢，從西向東飛去，最終消逝不見。當時金陵夫子廟朱雀橋頭上有數百人目睹此一景象。                             |                |        |
| 1942年              | 河北目擊事件             | 河北                   | 民國 | 一張抗戰期間攝有疑似不明飛行物的照片多年後被發現，拍於中國某城市可能是天津 | 1              | [ 14 ] |

## 1949年後
- 1977年7月27日至1977年9月28日期間，黄延秋外星人事件屬於第五類接觸，被稱為建國後最神秘UFO事件，河北省邯郸市肥乡区旧店乡东北高村農民黄延秋，外人評價是極度老實又低教育，卻自稱那期間神秘消失三次後瞬間移動到千里外的大城市且每次都有兩位神秘人帶領照顧他回家，這兩人看似常人卻能做出非常人之事，甚至能揹負他進行一種看似飛行又不像飛行的瞬間移動，一小時左右能抵達極遠城市，距離似乎與移動時間無關，三人相處還發生了諸多無厘頭怪異事件。整個過程處於文化大革命剛結束時期是否一農民有這種頭腦和必要性想出並欺騙眾多公安虛構故事，加上其中部分情節確有人證等，但時代因素確實物證較少成為信者恆信的一大飛碟奇案。[15]
- 1990年6月23日開封UFO殘片事件，開封及附近多縣市居民、公務員等目擊夜間一大火球狀物體飛過天際但並未墜毀，隔日諸多媒體還以不明飛行物出現報導。當晚有人看見一大型碎片落下到開封民宅中，後來還真的尋到一碎片砸壞了一棵樹及腳踏車，碎片於媒體多次公開曝光並未隱藏，經政府部門研究是鋁鎂合金，官方說法排除是外星物質[16]，然卻又無人能說出是什麼飛機或太空裝置上什麼位置的東西，又為何會從大火球落下，後續該民宅住戶有人患嚴重怪病達到醫生放棄的病危，卻又奇蹟痊癒，並自稱被夜訪醫院的外星人治好，種種連串謎團未能全部合理解答。[17]
- 1994年孟照国事件是指中国黑龙江居民孟兆国和當地村民數十人所经历的疑似第三类接触到第七類接觸事件，发生在黑龙江五常县凤凰山林场，事件怪異程度引發國家科委主任和新華社調查，成為一大著名事件。
- 1994年12月1日貴州空中快車事件，中國貴州省貴陽市白雲區都溪林場凌晨3时附近的职工、居民被轰隆隆的响声惊醒，风聲很大并有发出红色和绿色强光的不明物体呼啸而过。隔日發現马家塘林区方圆400多亩的松树林被成片拦腰截断，折断的树干与树冠大多都向西倾倒，但也有很少一些樹木無損，有些樹則被連根拔掉。央视多年後走近科学節目制定專題『中国UFO悬案调查：寻迹空中怪车』探討此事件。
- 2010年7月7日：中国杭州萧山国际机场上空发现不明飞行物，新华网也发布消息称7日晚上萧山机场上空发现不明飞行物，导致机场封锁約一小時，机场值班经理罗妙祥表示機場關閉消息是上級空管部門打電話下令，而理由是發現不明飞行物[18]。至於民間流傳的照片，官方說法是照片上拍到所謂UFO只是一架飞机因拍攝手法問題顯得怪異，但否定照片後，並沒有進一步的結論或消息當晚官方所說的不明飛行物是何物，只有一些机场周边居民自稱當晚看到天上有怪異光點[19][20]。
- 2024年9月11日晚，天津濱海國際機場的上空出现了一些不明物体，随后机场方面發布微博稱，9月11日晚7時33分，天津濱海機場因無人機導致的公共安全原因，航班起降受到影響。晚9時35分，天津濱海機場啟動大面積航班延誤聯合應急處置預案黃色等級響應。[21]。官方的回答是天空中的不明物体是无人机黑飞，并非不明飞行物。但很多现场目击者都对于这个回答提出质疑，第一点就是无人机的续航时间一般都在半个小时左右，但是这个不明飞行物已经远远超过了这个时间。第二就是，机场上空都是有电子围栏技术的，也就是无人机在机场附近无法启用，第三点是其当时飞行速度和高度远远超过了当下无人机的能够达到的性能。